# Joropo

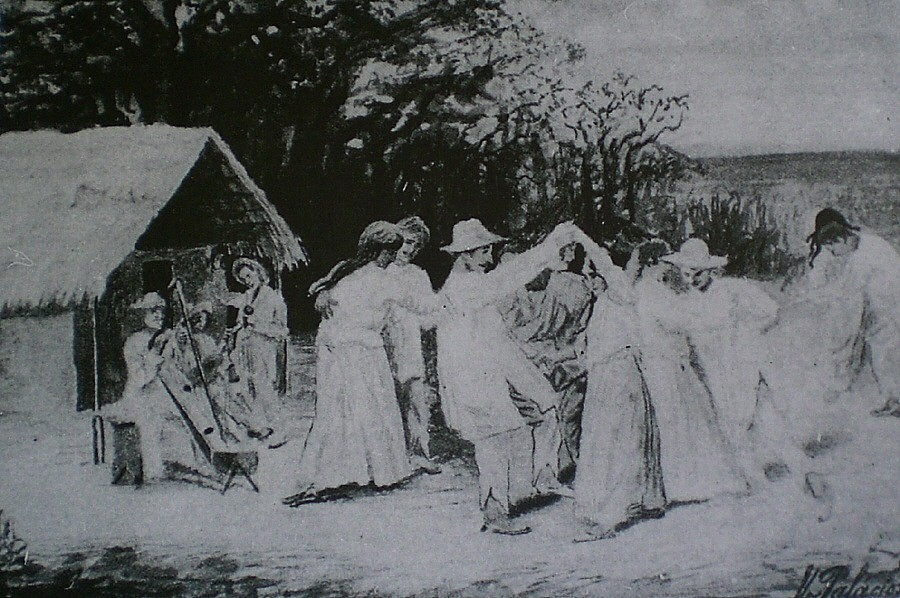
Joropo

Der Joropo (IPA: həˈroupou) ist ein populärer venezolanischer Tanz und Musikstil (auch Música Llanera), der vor ca. 300 Jahren in den Llanos entstand. 1882 wurde er als Nationaltanz verordnet, und das bekannte Joropo-Lied „Alma Llanera“ („Die Seele der Llanos“) gilt als die inoffizielle Nationalhymne des Landes.
In Venezuela gibt es vier Hauptrichtungen des Joropo: Central, Guayanés, Mirandino und Oriental aus den Regionen im Zentrum, im Südwesten und im Nordwesten des Landes. Die einzelnen Bestandteile des Joropo können zurückgeführt werden auf die Kamelkarawanen der Wüste, die Rhythmus-Instrumente (Maracas) der Einheimischen Venezuelas, auf barocke spanische Musik, Bach, Soler, auf Flamenco und afrikanische Rhythmen. Alles in allem gibt es 58 Variationen des Joropo, abhängig von den wechselnden Rhythmen (3/4, 6/8), den verwendeten Instrumenten, dem Beisein eines Sängers und der Geschwindigkeit. Die Musik wird meistens von Bauern (Llaneros) bei ihren Tänzen und Festen gespielt, aber während der letzten 25 Jahre eroberte sie die Städte, wo Komponisten fasziniert von der Kombination von roher Energie und komplexer musikalischer Struktur. Der Joropo basiert auf mündlichen Überlieferungen der einheimischen Bevölkerung waren.
In Kolumbien entstand eine Variation dieses Musikstils mit abweichenden Eigenschaften. Im Departamento de Arauca wird der Joropo mit Mandoline, Cuatro-Gitarre und Maracas gespielt, während beim Joropo in den Departamentos Casanare und Meta auch die Tiple benutzt wird. In den 1960er-Jahren führte der Komponist David Parales Bello den venezolanischen Stil in Kolumbien ein, inspiriert von der Zeit, die er in Apure, Venezuela verbracht hatte. Als Ergebnis wurden Mandoline und Tiple durch die Harfe (aus dem venezolanischen Joropo) ersetzt. Der kolumbianische Komponist Luis Ariel Rey hat ebenfalls die Harfe adoptiert. Bis heute ist der venezolanische Stil in den kolumbianischen Llanos weit verbreitet.